# Atol
atol (ASCII to Long Integer) は、文字列をC言語の長整数型に変換する標準Cライブラリの関数。標準ヘッダーファイル <stdlib.h>で宣言されている。読み方は規格では特に定められていない。

## 概要
引数として与えられた文字列を解析し、文字列先頭の連続する10進数整数部分をlong型の整数に変換する。例えば"123456789"という文字列を与えると戻り値としてlong型の123456789Lを返す。また"123456789abc"を与えると123456789Lを返し、"123456abc789"を与えると123456Lを返す。"abc"や""（空文字列）など変換不可能な文字列の場合、0Lを返す。
変換された後の数値がlongの範囲に収まらない（結果がlongで表現できない）場合、C99やC11の仕様上は未定義動作 (undefined behavior) を引き起こす。また、変換に失敗してもerrnoを書き換えないかもしれない。このため、atolの使用を禁止しているガイドラインも存在する。
正常に変換可能な文字列の場合は strtol(s, NULL, 10) と同じ結果を返す。

## 形式
```
#include
 
<stdlib.h>

long
 
atol
(
const
 
char
 
*
nptr
);

```